# Pomník Julia Fučíka (Adršpach)
Pomník Julia Fučíka stojí na katastrálním území Horního Adršpachu. Jde o sousoší socialistického realismu, které bylo zapsáno do Ústředního seznamu kulturních památek České republiky.

## Historie
Autorem sousoší je Jaroslav Kolomazník a památník byl osazen v roce 1958 v centru parčíku před obecním úřadem v Adršpachu.

## Popis
Sousoší Julia Fučíka v nadživotní velikosti a podstavec jsou provedeny z hořického pískovce. Stojící mužská postava má levou ruku volně spuštěnou podél těla a drží v ní knihu. Pravou rukou drží kolem ramen postavu děvčátka v šátku a s kyticí v obou rukou. Sousoší je postaveno na konickém čtyřbokém permlovaném soklu. Na přední straně je hladká plocha s vytesaným textem:
Jde směna za směnou

Horní část soklu tvoří profilovaná římsa na které je postaveno sousoší, které je signováno na pravé straně plintu : J. Kolomazník a na levé straně: Bartusz Cy.
Rozměry sousoší:
- Celková výška: 310 cm, šířka: 60 cm, hloubka: 60 cm
- Rozměr soklu: výška: 140 cm,
  - šířka spodní části :70 cm,
  - šířka vrchní části: 55 cm,
  - hloubka spodní část 70 cm,
  - hloubka vrchní části: 55 cm.
- Sousoší výška: cca 170 cm, šířka 50 cm, hloubka 50 cm.